# Lucía Palacios
Lucía Palacios (* 27. Juli 1972 in Moral de Calatrava) ist Filmregisseurin und Labelmacherin. 2008 wurden Lucía Palacios und Dietmar Post mit dem wichtigsten deutschen Fernsehpreis, dem Adolf-Grimme-Preis ausgezeichnet.

## Leben
Lucía Palacios studierte Filmwissenschaft in Madrid (Universidad Complutense). Nach dem Magisterabschluss lebte und arbeitete sie zwischen 1995 und 2003 in New York. Dort begann sie neben ihrer Arbeit als TV-Nachrichtenjournalistin mit ihren ersten filmischen Arbeiten und gründete mit ihrem Partner Dietmar Post die Produktionsfirma Play Loud! Productions, die seit 2006 auch als Label fungiert. Seit 2007 betreibt Palacios auch ihre eigene spanische Produktionsfirma Lucía Palacios P.C.
Kritiker nennen Palacios und Post das deutsche Pendant zu den Direct-Cinema-Regisseuren D. A. Pennebaker und Chris Hegedus.

## Filmografie (Auswahl als Regisseurin)
- 2002: Reverend Billy & The Church of Stop Shopping (USA, D, Sp)
- 2006: Monks – The Transatlantic Feedback (USA, D, Sp)
- 2009: Klangbad: Avant-garde in the Meadows (USA, D, Sp)
- 2010: Faust: Live at Klangbad Festival (USA, D, Sp)
- 2013: Donna Summer: Hot Stuff (D)
- 2014: Franco’s Settlers (D, Sp)
- 2016: Deutsche Pop Zustände (D)
- 2018: Franco vor Gericht (D, Sp)

## Diskographie (Auswahl als Labelmacherin)
- 2006 - (pl-01) (single 7") higgle-dy piggle-dy / monk time - The Fall/Alec Empire
- 2006 - (pl-02) (double CD)  Silver Monk Time - a tribute to the monks (Kompilation)
- 2007 - (pl-03) (CD/LP) Monks Demo Tapes 1965 (gemeinsam mit Munster Records)
- 2008 - (pl-04) (DVD) monks - the transatlantic feedback
- 2009 - (pl-05) (single 7") complication / oh, how to do now - The Monks (erste offizielle Wiederveröffentlichung der 1966 Polydor-Single)
- 2009 - (pl-06) (LP/DOWNLOAD) said my say - Floating di Morel
- 2009 - (pl-07) (LP/DOWNLOAD) schlecht dran / gut drauf - Doc Schoko
- 2009 - (pl-08) (single 7"/DOWNLOAD) drunken maria / monk chant - Gossip / The Raincoats
- 2009 - (pl-09) (DOWNLOAD) more memory than now - Floating di Morel
- 2009 - (pl-10) (DOWNLOAD) takna, pakna, g(k)ram... - Floating di Morel
- 2009 - (pl-11) (DOWNLOAD) real people psych - Floating di Morel
- 2009 - (pl-12) (DOWNLOAD, VIDEO & AUDIO) A Summer Evening with Floating di Morel, ein Film von Dietmar Post & Lucía Palacios
- 2009 - (pl-13) (DOWNLOAD) einen gegen - Doc Schoko
- 2009 - (pl-14) (DOWNLOAD) tränen + wölkchen ep - Doc Schoko
- 2009 - (pl-15) (DOWNLOAD, VIDEO & AUDIO) Doc Schoko: Oktopus im Pentagramm, ein Film von Dietmar Post & Lucía Palacios
- 2010 - (pl-18-19) (DVD 9) Klangbad: Avant-garde in the Meadows zusammen mit Faust: Live at Klangbad 2005
- 2010 - (pp-20) (single 7") Sp Far - Faust
- 2013 - (pl-34) (LP/DOWNLOAD) Goal Less Play - Floating di Morel
- 2014 - (pl-42) (LP/DOWNLOAD) Hinten - Guru Guru
- 2015 - (pp-various) (LP/DOWNLOAD/VOD) Limpe Fuchs´complete catalogue

## Preise / Awards
- 2003: Melbourne Underground Film Festival (2. Bester Dokumentarfilm: Reverend Billy)
- 2004: Tarragona REC Film Festival (Publikumspreis Bestes Erstlingswerk: Reverend Billy)
- 2006: Leeds Film Festival (Publikumsliebling: The Transatlantic Feedback)
- 2006: Hessischer Filmpreis (Nominierung Bester Dokumentarfilm: The Transatlantic Feedback)
- 2007: San Francisco Berlin & Beyond Festival (2. Publikumspreis: The Transatlantic Feedback)
- 2007: Würzburger Filmtage (Publikumspreis Bester Dokumentarfilm: The Transatlantic Feedback)
- 2007: Milan Doc Festival (Bester Schnitt: The Transatlantic Feedback)
- 2008: Adolf-Grimme-Preis 2008 (Buch & Regie: The Transatlantic Feedback)
- 2014: Best Documentary, New England Festival of Ibero American Cinema, USA 2014 (Buch & Regie: Franco´s Settlers)